# Huffmanela balista
Huffmanela balista is een rondwormensoort uit de familie van de Trichosomoididae. De wetenschappelijke naam van de soort is voor het eerst geldig gepubliceerd in 2007 door Justine.